# Poncirina
Poncirin es el 7-O-neohesperidosida de isosakuranetin. Poncirin puede ser extraído de la Poncirus trifoliata.